# Dirt Showdown
Dirt Showdown (zapis stylizowany: DiRT Showdown) – komputerowa gra wyścigowa, której premiera odbyła się 24 maja 2012 roku.